# 撫養町大桑島
撫養町大桑島（むやちょうおおくわじま）は、徳島県鳴門市の大字。郵便番号は772-0011。

## 地理
鳴門市の東部に位置。讃岐山脈・天円山の東部に位置し、北は小鳴門海峡に面し、南は撫養町小桑島に接し、西は撫養町黒崎に接する。およそ住宅地域。地内には国道28号・徳島県道11号鳴門公園線・徳島県道42号瀬戸撫養線・神戸淡路鳴門自動車道が通っている。
当地区の大部分がかつては塩田であった。小鳴門海峡に面する北部には、国名勝・鳴門地内にある大毛島と結ぶ小鳴門橋やボートレース鳴門等がある。
南西部の字蛭子山には、鳴門市立図書館があり、その北隣には市史跡・えびす山がある。えびす山（標高約10m）は「鍬島成立御判物並景図引帳」の記述から撫養塩田発祥の地とされている。慶長4年(1599年)に馬居七郎兵衛・大谷五郎右衛門が撫養地方ではじめて入浜塩田を築造した場所と伝えられている。

### 河川
- 撫養川

### 小字
- 蛭子山
- 大谷
- 北之組
- 北ノ浜

- 濘岩
- 濘岩浜
- 中之組
- 与三左谷

## 歴史
江戸期から明治22年にかけては板東郡および板野郡の村であった。寛文4年より板野郡に属す。明治22年に同郡撫養町の大字となった。昭和22年3月には鳴南市、同年5月より現在の鳴門市の字名となる。
1951年（昭和26年）1月29日、桑島海岸で、サルベージ会社が油良、小松島の海底から引き揚げた旧軍の魚雷、砲爆弾などを解体中、誤って火薬に引火。重さ1.5トンの魚雷3個が爆発した。危険を感じて退避を呼びかけてから爆発まで若干のタイムラグがあり、奇跡的に死者は出なかったが、作業員ら100余人が重軽傷。周辺の被害は家屋全壊20戸、半壊100戸、機帆船が沈没した。

## 世帯数と人口
2022年（令和4年）7月31日現在の世帯数と人口は以下の通りである。
| 町丁         | 世帯数    | 人口    |
| ------------ | --------- | ------- |
| 撫養町大桑島 | 1,152世帯 | 2,299人 |

## 小・中学校の学区
市立小・中学校に通う場合、学区は以下の通りとなる。
| 番地 | 小学校             | 中学校             |
| ---- | ------------------ | ------------------ |
| 全域 | 鳴門市立桑島小学校 | 鳴門市立第一中学校 |

## 施設

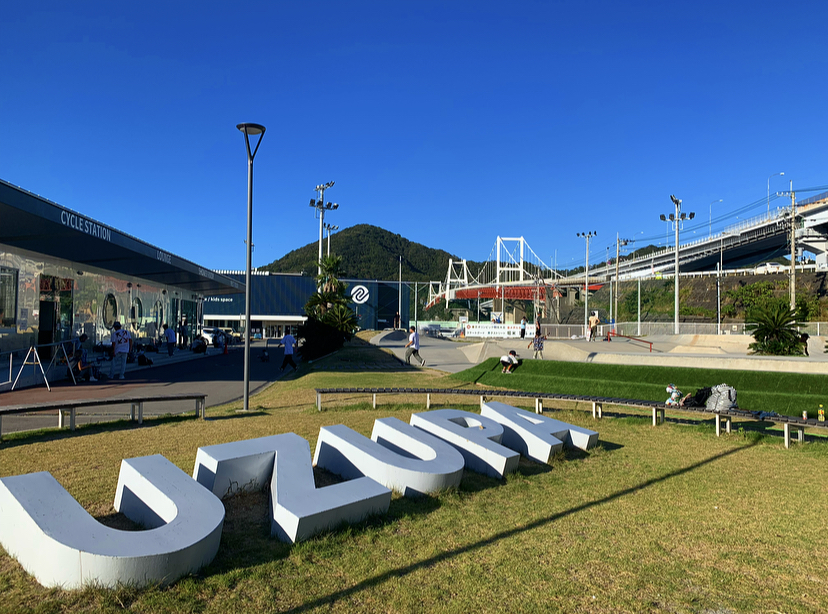
UZU PARK

- ボートレース鳴門
- UZU PARK
- パワーシティ鳴門
- 鳴門市桑島小学校
- 鳴門市立図書館
- 小鳴門橋
- 徳島オフレールステーション
- 桑島八幡神社

## 交通

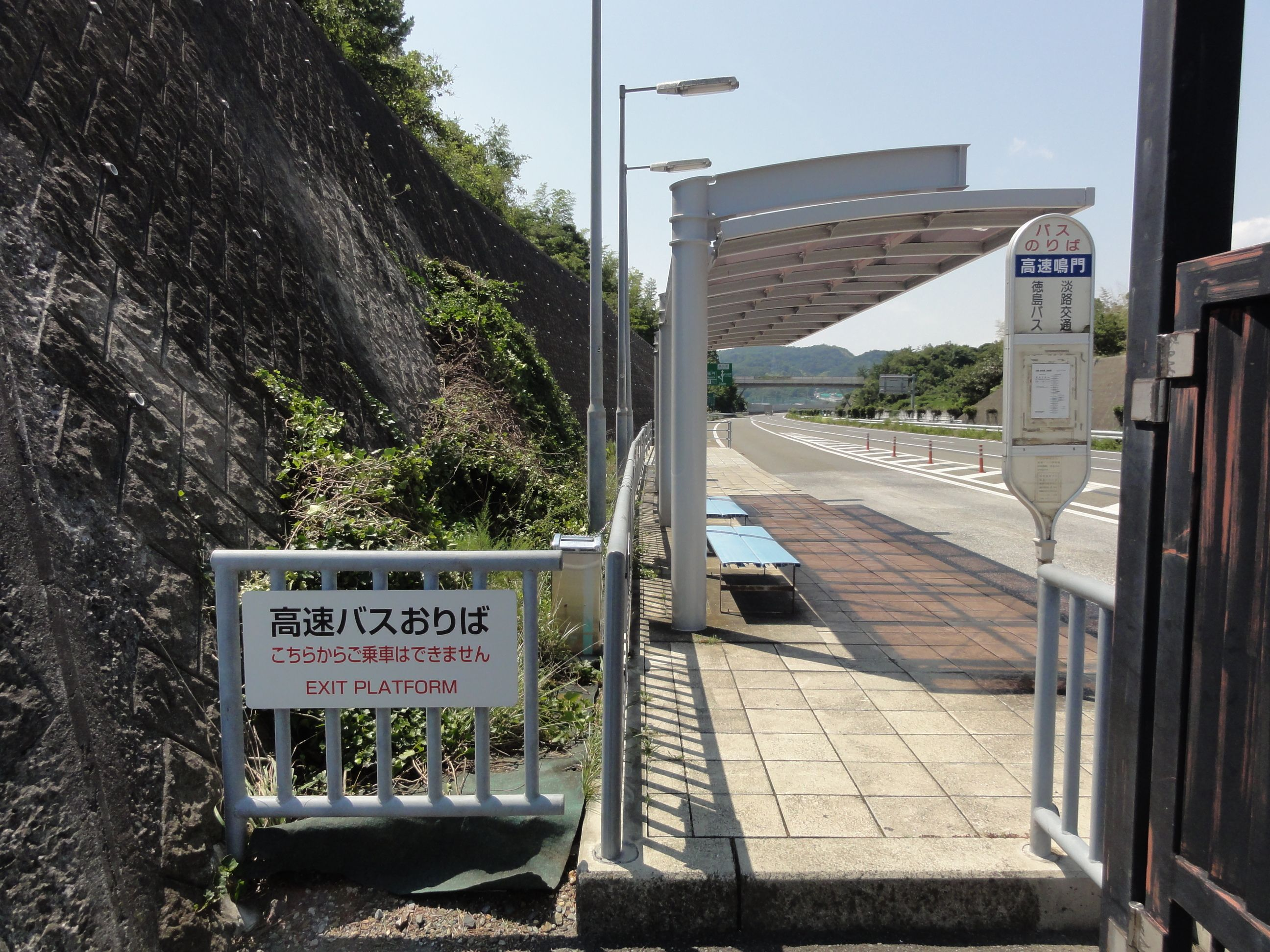
高速鳴門バスストップ

### 道路
国道
- 国道28号

都道府県道
- 徳島県道11号鳴門公園線
- 徳島県道42号瀬戸撫養線

### 路線バス
徳島バス・鳴門市地域バス・淡路交通
- 高速鳴門バス停前

徳島バス・鳴門市地域バス
- 小鳴門橋
- 辷岩（大字の正式表記「濘岩」とは異なる）

徳島バス
- ボートレース鳴門

### 高速バス
- 高速鳴門バスストップ